# Трифтонг
Трифто́нг (др.-греч. τρίφθογγος — «трёхголосный») — сложный гласный, состоящий из трёх элементов, образующих один слог. В речи трифтонг часто стягивается в дифтонг. Длительность произнесения трифтонга почти равна длительности дифтонга.
По месту вершины слога в пределах трифтонга выделяются следующие типы последних:
- нисходящие — вершиной слога является первый гласный; таковы трифтонги английского языка;
- восходяще-нисходящие (вершина слога — средний гласный), к примеру вьет. ngoái 'внутри'[3];
- восходящие — вершиной слога является последний из трёх гласных.

Обыкновенно трифтонги присутствуют только в тех языках, которые имеют дифтонги.
Для установления фонематического статуса трифтонгов используется морфологический критерий: трифтонг является одной фонемой, если внутри него нельзя провести морфемную границу, или морфемный шов (например, в англ. fire [faɪ̯ə̯] 'огонь'); в противном случае трифтонг членится на фонемы (как в англ. liar [laɪ̯ə] 'лгун').